# Mente
Mente o Menta (en grec antic Μένθη), va ser, segons la mitologia grega, una nimfa de l'inframon, associada al riu Cocit.
Era estimada per Hades, el déu de l'inframon, però l'idil·li va ser descobert per Demèter, mare de la gelosa esposa d'Hades, Persèfone, que la va colpejar tan terriblement (o potser va ser Persèfone) que Mente es va desfer. De les seves restes, Hades (o segons altres fonts, la mateixa deessa) en va crear una planta, la menta. Aquesta transformació es va produir al mont Trífil, a Bitínia